# Okres Dolný Kubín
Dolný Kubín is een district (Slowaaks: Okres) in de Slowaakse regio Žilina. De hoofdstad is Žilina. Het district bestaat uit 1 stad (Slowaaks: Mesto) en 23 gemeenten (Slowaaks: Obec).

## Steden
- Dolný Kubín

## Lijst van gemeenten
| - Bziny - Dlhá nad Oravou - Horná Lehota - Chlebnice - Istebné - Jasenová - Kraľovany - Krivá | - Leštiny - Malatiná - Medzibrodie nad Oravou - Oravská Poruba - Oravský Podzámok - Osádka - Párnica - Pokryváč | - Pribiš - Pucov - Sedliacka Dubová - Veličná - Vyšný Kubín - Zázrivá - Žaškov |

Okres Bytča · Okres Čadca · Okres Dolný Kubín · Okres Kysucké Nové Mesto · Okres Liptovský Mikuláš · Okres Martin · Okres Námestovo · Okres Ružomberok · Okres Turčianske Teplice · Okres Tvrdošín · Okres Žilina